# فيديريكو مارتينيز
فيديريكو مارتينيز (بالإسبانية: Federico Martínez)‏ (18 نوفمبر 1984 في الأوروغواي - ) هو لاعب كرة قدم أوروغواني في مركز الهجوم. لعب مع ديفينسور سبورتينغ ورامبلا جونيورز وروزاريو سنترال ونادي فنتسبيلس ونادي واريورز وسنترال إسبانيول وأورينتي بيتروليرو وديبورتيس أنتوفاغاستا وAssociação Desportiva Cabofriense ‏.

## وصلات خارجية
- فيديريكو مارتينيز على موقع قاعدة بيانات كرة القدم.إي يو (الإنجليزية)
- فيديريكو مارتينيز على موقع Soccerway.com (الإنجليزية)
- فيديريكو مارتينيز على موقع عالم كرة القدم.نت (الإنجليزية)